# Škoda 14TrM
Škoda 14TrM – zmodernizowana wersja czechosłowackiego trolejbusu Škoda 14Tr. Trolejbusy te produkowano od lat 90. XX w. ok. 10 lat w zakładach Škoda w Ostrovie nad Ochrzą.

## Konstrukcja i elementy modernizacji
Podobnie jak 14Tr, również 14TrM jest dwuosiowym trolejbusem z karoserią samonośną, złożoną ze stalowych elementów, zespawanych ze sobą. Karoseria jest pokryta blachą, izolowana cieplnie i akustycznie. W prawej bocznej ścianie umieszczono troje dwuskrzydłowych składanych drzwi.
Z zewnątrz modernizacja dotknęła przodu i tyłu pojazdu. Zmiany wyglądu zaprojektował inż. arch. Patrik Kotas; z przodu i z tyłu zamontowano tablice informacyjne. Wnętrze podległo zupełnej modernizacji. Wstawiono nowe siedzenia i wymieniono podłogę na antypoślizgową. Wykorzystano wyposażenie elektryczne, instalowane w ostatnich wersjach trolejbusu 14Tr. Modernizacje, które się tutaj pojawiły, to nowy silnik i lekkie laminatowe odbieraki prądu
Od 2002 roku w Bratysławie starsze trolejbusy Škoda 14Tr są modernizowane poprzez wymianę pudła i osi. I chociaż w praktyce oznacza to budowę nowych pojazdów, to jest to uznawane za modernizację. Podobna sytuacja miała miejsce w przypadku dwóch trolejbusów z Pilzna. W obu miastach pojazdy te są oznaczone jako 14TrM.
W niektórych miastach (Ostrawa, Pilzno) przewoźnicy oznaczają zmodernizowane trolejbusy 14Tr jako 14TrM. Pozostali przewoźnicy te same modernizacje oznaczają jako 14TrR.

## Dostawy
W latach 1995–2004 wyprodukowano 290 tych trolejbusów.

Produkcja zastępczych pudeł przebiega od roku 2002.
| Państwo        | Miasto            | Typ            | Lata dostaw    | Liczba | Numery taborowe                   |                      |
| -------------- | ----------------- | -------------- | -------------- | ------ | --------------------------------- | -------------------- |
| Czechy         | Brno              | 14TrM          | 1995           | 20     | 3267–3286                         | [ 2 ]                |
| Czechy         | Hradec Králové    | 14TrM          | 1995           | 2      | 31, 32                            | [ 3 ]                |
| Czechy         | Igława            | 14TrM          | 1995           | 4      | 44–47                             | [ 4 ] [ 5 ]          |
| Czechy         | Opava             | 14TrM          | 1995–1997      | 10     | 73–82                             | [ 6 ]                |
| Czechy         | Pardubice         | 14TrM          | 1995–1999      | 20     | 365–384                           | [ 7 ]                |
| Czechy         | Pilzno            | nadwozie       | 2002–2006      | 19     | patrz niżej                       | [ 8 ]                |
| Czechy         | Cieplice          | 14TrM          | 1995–1996      | 11     | 154–164                           | [ 9 ]                |
| Czechy         | Zlín i Otrokovice | 14TrM          | 1995           | 2      | 169, 170                          | [ 10 ]               |
| Kazachstan     | Ałmaty            | 14TrM          | 1997–2001      | 23     | 1011–1029, 1031, 1033, 1056, 1057 | [ 11 ] [ 12 ]        |
| Litwa          | Wilno             | 14TrM          | 1999           | 23     | 1651–1662, 2663–2673              | [ 13 ]               |
| Łotwa          | Ryga              | 14TrM          | 1998–2000      | 27     | 1-131, 2-400–2-425                | [ 14 ] [ 15 ] [ 16 ] |
| Mołdawia       | Bielce            | 14TrM          | 2002           | 1      | 154                               | [ 17 ]               |
| Mołdawia       | Kiszyniów         | 14TrM          | 1997–2003      | 39     | 1264–1276, 2131–2143, 3815–3827   | [ 18 ]               |
| Rosja          | Wołogda           | 14TrM          | 1996–1998      | 30     | 151–180                           | [ 19 ]               |
| Słowacja       | Bratysława        | nadwozie       | 2004–2009      | 12     | patrz niżej                       | [ 20 ]               |
| Słowacja       | Koszyce           | 14TrM          | 1999           | 7      | 2001–2007                         | [ 21 ]               |
| Słowacja       | Preszów           | 14TrM          | 2000–2001      | 5      | 119–123                           | [ 22 ]               |
| Turkmenistan   | Aszchabad         | 14TrM          | 2000           | 47     | 001–047                           | [ 16 ] [ 23 ]        |
| Ukraina        | Kijów             | 14TrM          | 1996           | 4      | 410–413                           | [ 24 ]               |
| Uzbekistan     | Urgencz           | 14TrM          | 1997           | 9      | 001–009                           | [ 25 ] [ 26 ]        |
| Łączna liczba: | Łączna liczba:    | Łączna liczba: | Łączna liczba: | 290    |                                   |                      |

Numery taborowe
- Bratysława: 6222, 6226, 6260, 6263, 6265, 6271, 6283, 6291, 6293, 6301, 6304, 6306
- Pilzno: 403, 404, 405, 407, 409, 411, 412, 417, 433, 435, 437, 438, 443, 444, 449, 452, 453, 457, 459

## Galeria

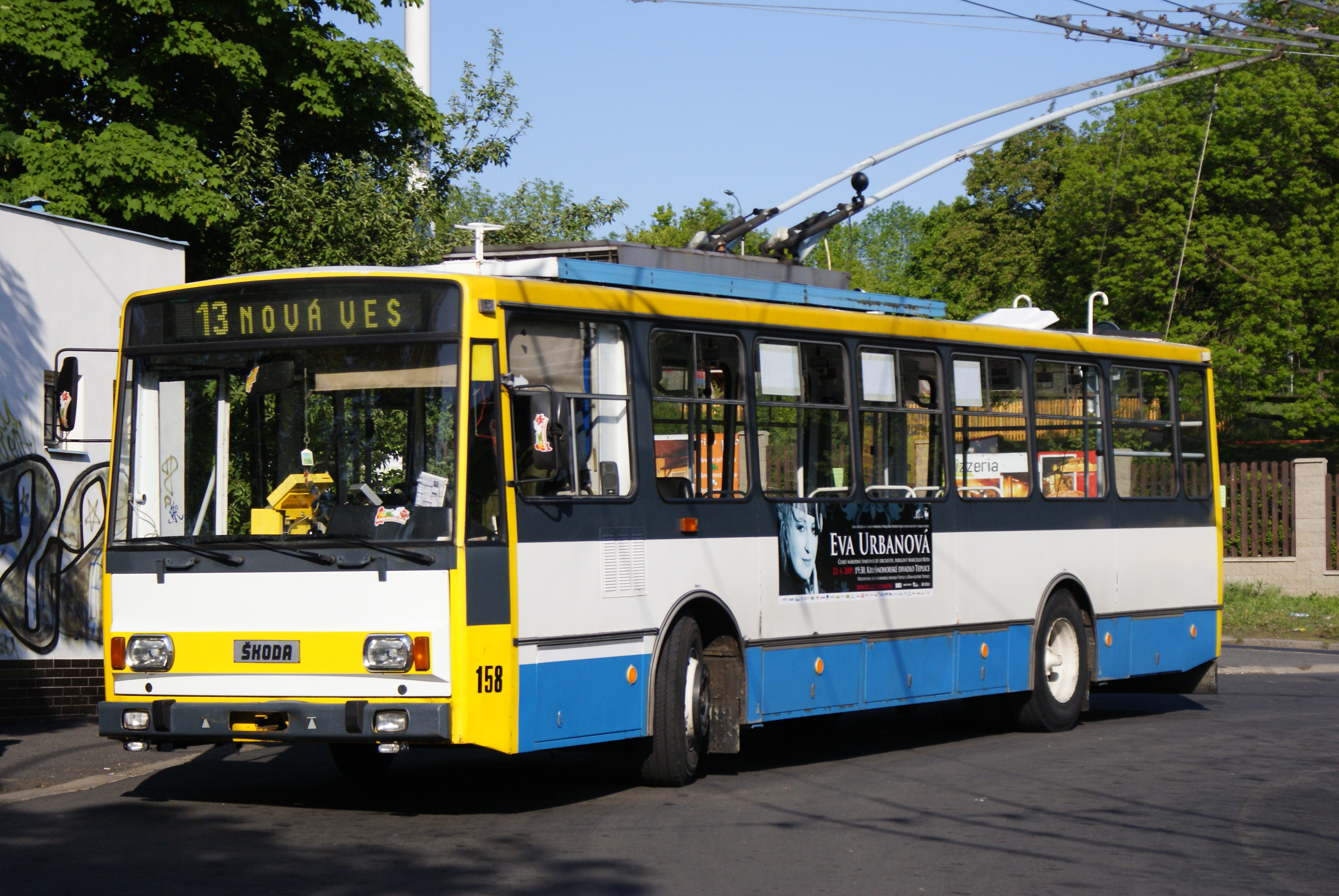
Škoda 14TrM w Cieplicach
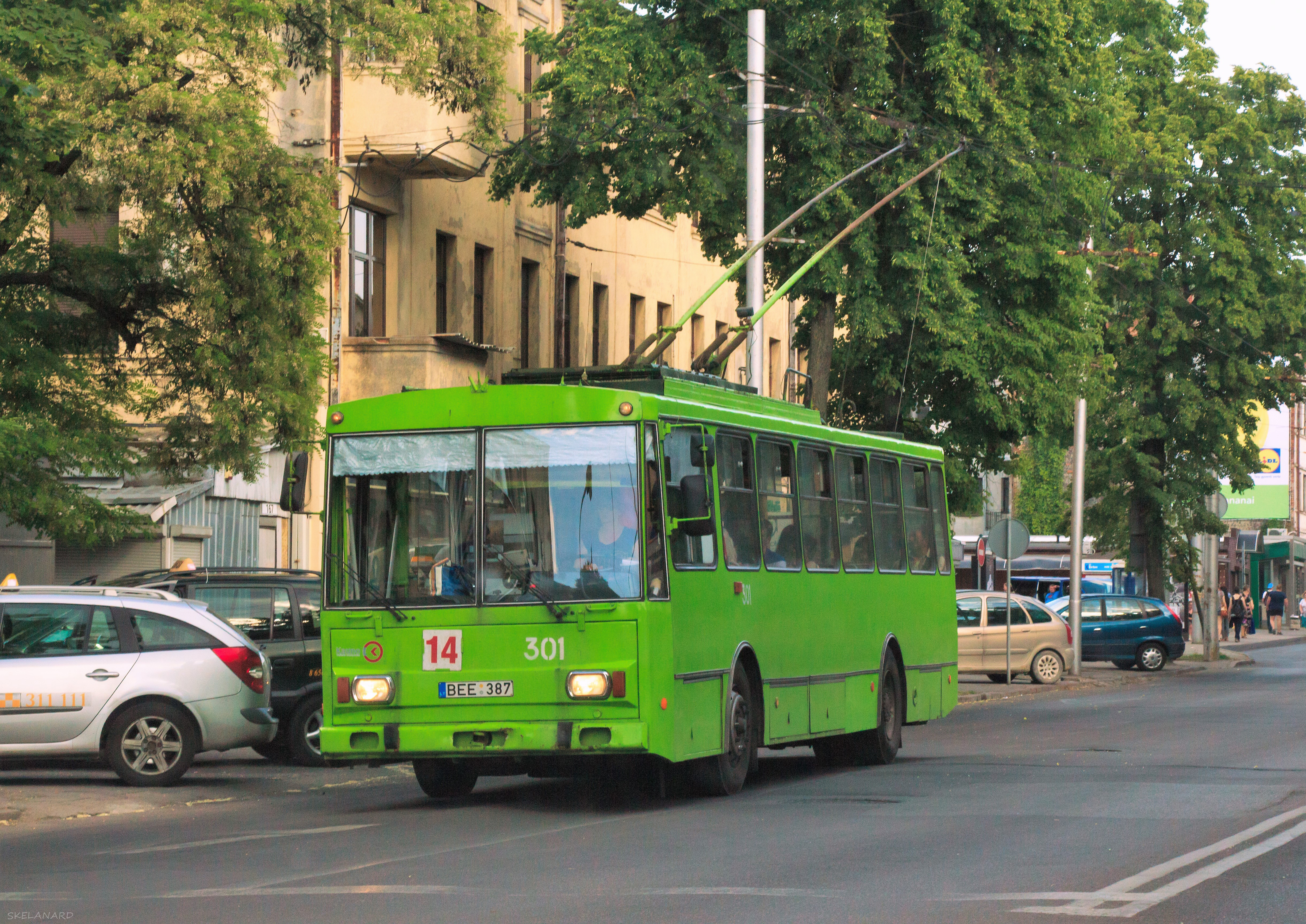
Kowieński trolejbus 14TrM
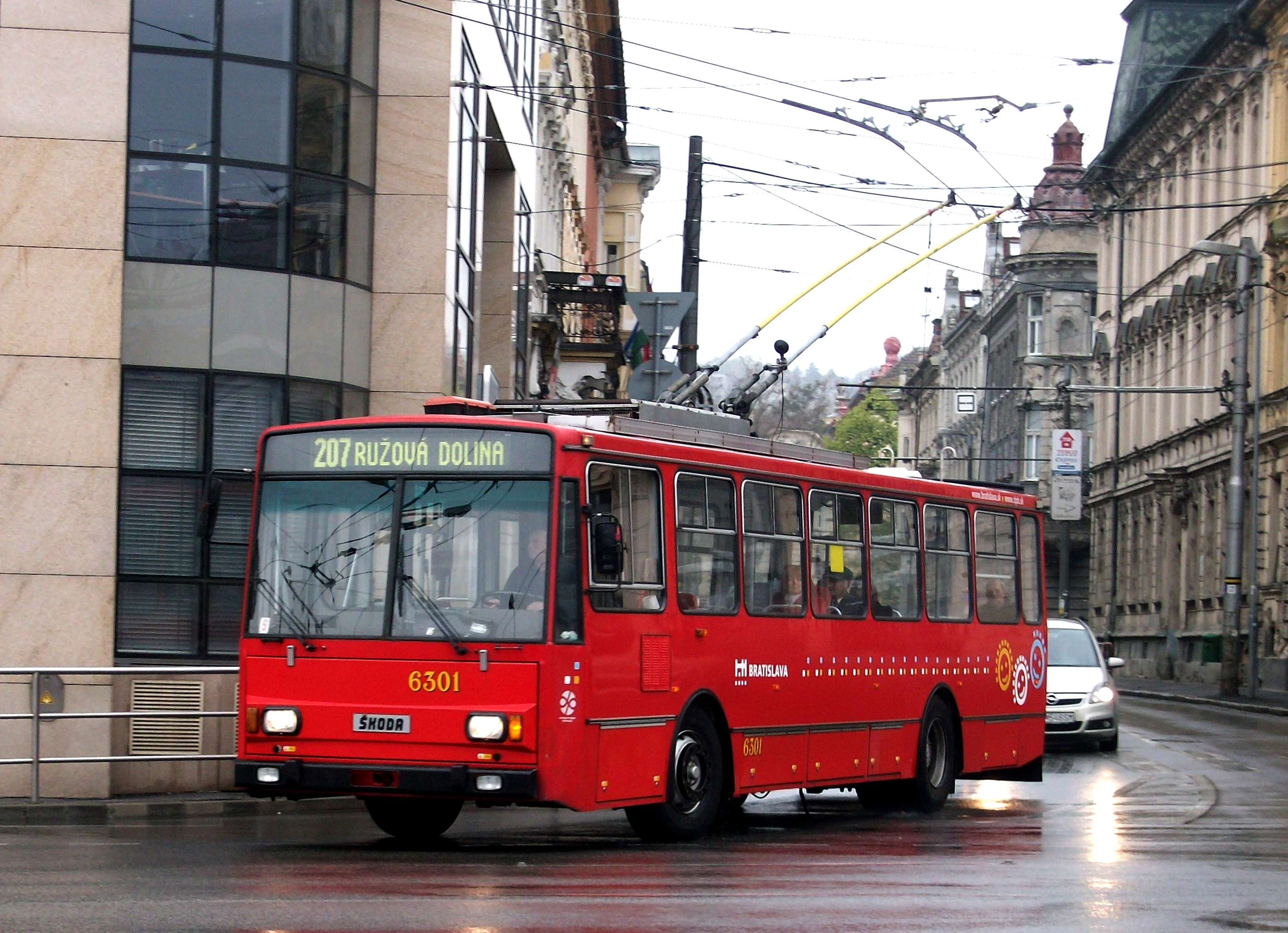
Bratysławska Škoda 14TrM
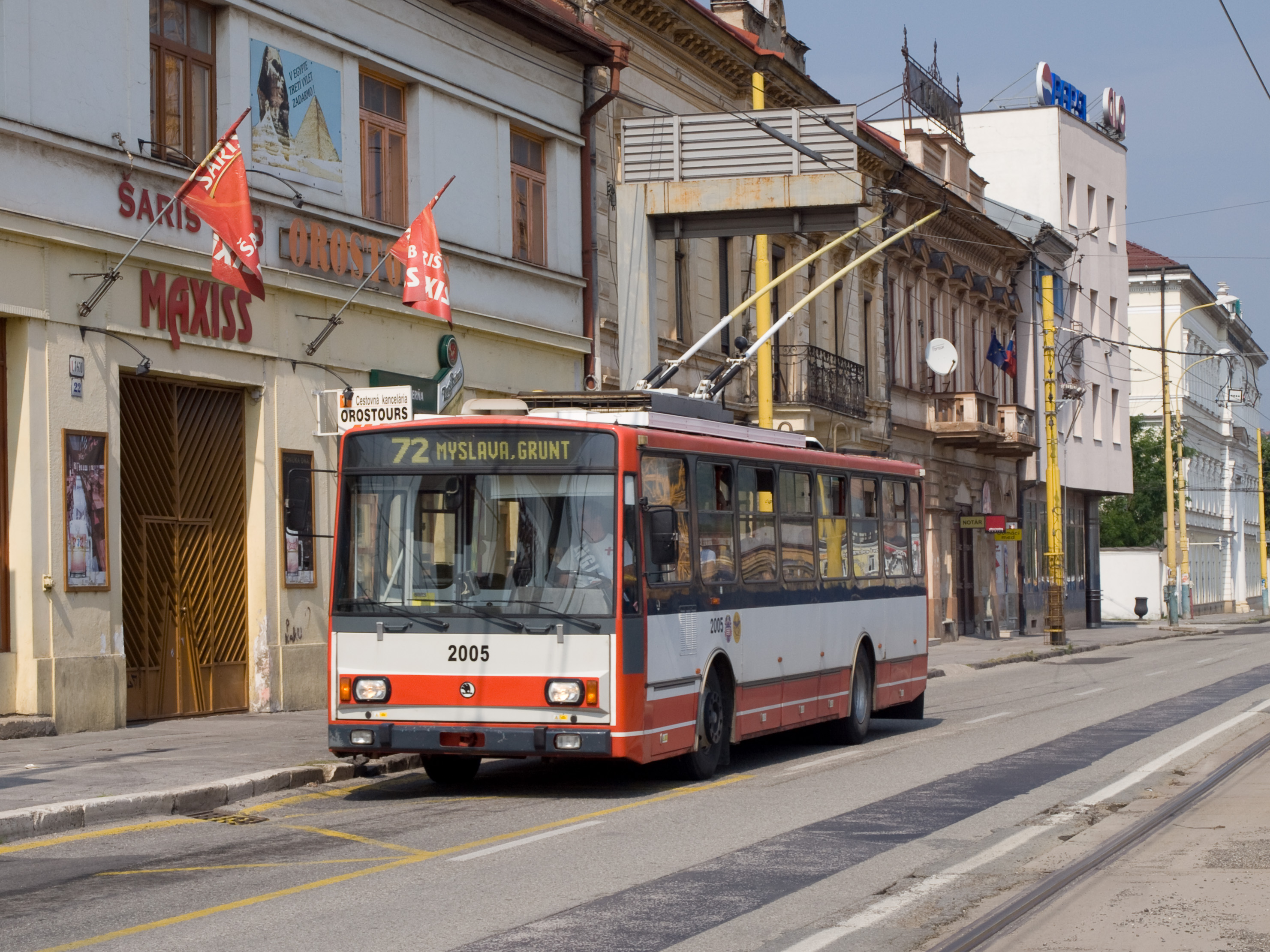
14TrM na pl. Wyzwolicieli w Koszycach